# Winter Park (Florida)
Winter Park ist eine Stadt im Orange County im US-Bundesstaat Florida mit 29.795 Einwohnern (Stand: 2020).

## Geographie
Winter Park grenzt direkt an die Städte Maitland und Orlando.

## Geschichte
Winter Park wurde Mitte des 19. Jahrhunderts als Erholungsort von Industriellen aus Neuengland gegründet. Es war die erste geplante Stadt in Florida. Sie erhielt durch die South Florida Railroad im Jahr 1880 erstmals Anschluss an das Eisenbahnnetz. An den Hauptstraßen wurden keine öffentlichen Gebäude oder Supermärkte platziert, sondern ausschließlich Museen und Kunstgalerien. Der Ort wurde so angelegt, damit die Bewohner genug Möglichkeiten zur Erholung und Freizeitgestaltung haben.

## Demographische Daten
Laut der Volkszählung 2010 verteilten sich die damaligen 27.852 Einwohner auf 13.626 Haushalte. Die Bevölkerungsdichte lag bei 1465,9 Einw./km². 86,9 % der Bevölkerung bezeichneten sich als Weiße, 7,6 % als Afroamerikaner, 0,2 % als Indianer und 2,3 % als Asian Americans. 1,2 % gaben die Angehörigkeit zu einer anderen Ethnie und 1,8 % zu mehreren Ethnien an. 7,0 % der Bevölkerung bestand aus Hispanics oder Latinos.
Im Jahr 2010 lebten in 23,3 % aller Haushalte Kinder unter 18 Jahren sowie 32,8 % aller Haushalte Personen mit mindestens 65 Jahren. 54,5 % der Haushalte waren Familienhaushalte (bestehend aus verheirateten Paaren mit oder ohne Nachkommen bzw. einem Elternteil mit Nachkomme). Die durchschnittliche Größe eines Haushalts lag bei 2,15 Personen und die durchschnittliche Familiengröße bei 2,85 Personen.
21,8 % der Bevölkerung waren jünger als 20 Jahre, 22,7 % waren 20 bis 39 Jahre alt, 29,1 % waren 40 bis 59 Jahre alt und 26,4 % waren mindestens 60 Jahre alt. Das mittlere Alter betrug 44 Jahre. 46,8 % der Bevölkerung waren männlich und 53,2 % weiblich.
Das durchschnittliche Jahreseinkommen lag bei 57.432 $, dabei lebten 12,5 % der Bevölkerung unter der Armutsgrenze.
Im Jahr 2000 war Englisch die Muttersprache von 93,82 % der Bevölkerung, spanisch sprachen 4,56 % und 1,62 % hatten eine andere Muttersprache.

## Einrichtungen
In der Stadt befinden sich das Rollins College, die Full Sail University und das Charles Hosmer Morse Museum of American Art, wo die größte Sammlung der Welt von Gläsern des Künstlers Louis Comfort Tiffany zu besichtigen ist.

## Sehenswürdigkeiten
Folgende Objekte sind im National Register of Historic Places gelistet:
- All Saints Episcopal Church
- Robert Bruce Barbour House
- Edward Hill Brewer House
- Comstock-Harris House
- Gary-Morgan House
- Interlachen Avenue Historic District
- Knowles Memorial Chapel
- Albin Polasek House and Studio
- Annie Russell Theatre
- Thomas Picton Warlow, Sr., House
- Winter Park Country Club and Golf Course
- Downtown Winter Park Historic District
- Woman’s Club of Winter Park

## Wirtschaft
Die Non-Profit-Organisation Adventist Health System und der Verlag Bonnier Corporation befinden sich in der Stadt. Der größte Arbeitgeber der Stadt ist das Winter Park Memorial Hospital, welches von der Freikirche der Siebenten-Tags-Adventisten gegründet wurde und betrieben wird. Weitere große Arbeitgeber sind das Rollins College und die Verwaltung der Orange County Public Schools. Das Handelsunternehmen Publix ist auch in Winter Park vertreten.

## Verkehr
Winter Park wird von der Interstate 4, auf einer gemeinsamen Trasse von den U.S. Highways 17 und 92 (Florida State Road 15, Florida State Road 600) sowie von den Florida State Roads 423, 426 und 436 durchquert bzw. tangiert.
Der Bahnhof Winter Park ist eine Station der Züge Silver Star und Silver Meteor der Bahngesellschaft Amtrak auf der Linie von Miami nach New York City. Seit dem 1. Mai 2014 wird der Bahnhof zusätzlich von der SunRail auf der Strecke von DeBary über Orlando nach Pine Castle bedient, wodurch das Verdichtungsgebiet Greater Orlando im Schienennahverkehr besser erschlossen ist. 2018 wurde das Angebot im Süden nach Poinciana erweitert.
Die nächsten Flughäfen sind der Orlando Executive Airport (national, zwei Kilometer südlich) und der Orlando International Airport (15 Kilometer südlich).

## Kriminalität
Die Kriminalitätsrate lag im Jahr 2010 mit 214 Punkten (US-Durchschnitt: 266 Punkte) im durchschnittlichen Bereich. Es gab zwei Vergewaltigungen, 26 Raubüberfälle, 41 Körperverletzungen, 272 Einbrüche, 565 Diebstähle, 42 Autodiebstähle und vier Brandstiftungen.

## Persönlichkeiten

### Söhne und Töchter der Stadt
- Gina Hecht (* 1953), Schauspielerin
- Frederick Tyler (* 1954), Schwimmer
- Amanda Bearse (* 1958), Schauspielerin und Regisseurin
- Susan Louise Brantley (* 1958), Geochemikerin
- Christopher McKay (* 1973), Animator, Fernsehregisseur, Redakteur, Fernsehautor, Fernsehproduzent, Künstler für visuelle Effekte und Filmregisseur
- Matt Kuchar (* 1978), Golfspieler
- Summer Phoenix (* 1978), Schauspielerin
- Dax McCarty (* 1987), Fußballspieler
- Arielle Kebbel (* 1985), Schauspielerin
- Darius Washington (* 1985), Basketballspieler
- Spencer Locke (* 1991), Schauspielerin
- Brandon Maxwell (* 1991), Eishockeyspieler

### Sonstige Persönlichkeiten
- Paula Hawkins (1927–2009), Politikerin
- Louis Frey (1934–2019), Politiker
- Daniel Webster (* 1949), Politiker
- Nick Faldo (* 1957), britischer Golfspieler
- Doc Rivers (* 1961), Basketballspieler und -trainer
- Casey Affleck (* 1975), Schauspieler
- Rashard Lewis (* 1979), Basketballspieler